# Didymella taxi
Didymella taxi är en svampart som beskrevs av Oudem. 1898. Didymella taxi ingår i släktet Didymella, ordningen Pleosporales, klassen Dothideomycetes, divisionen sporsäcksvampar och riket svampar.   Inga underarter finns listade i Catalogue of Life.